# Kłodzino (Golczewo)
Kłodzino (deutsch Klötzin, Kreis Cammin) ist ein Dorf in der polnischen Woiwodschaft Westpommern und gehört zur Stadt- und Landgemeinde Golczewo (Gülzow) im Powiat Kamieński (Kreis  Cammin in Pommern).

## Geographische Lage
Das ehemalige Gutsdorf Kłodzino liegt 4,5 Kilometer südwestlich der Stadt Golczewo. Bis zur Kreisstadt Kamień Pomorski sind es 25 Kilometer.

## Geschichte
Klötzin wird 1314 in einer Urkunde erwähnt, der zufolge einer Familie von Bersterbeke der Zehnte aus den Erträgen Klötzins zusteht.  Der Camminer Bischof Konrad IV. erhält u. a. das Dorf  als Entschädigung für Schloss Ramelow. Das Dorf war später ein Lehen-Rittergut der Familie Flemming. Im Jahr 1628 versteuern zwei Flemmingsche Anteile (erstmals 1515 erwähnt) zehn Hakenhufen, zwei Schäfer, einen Müller, einen Gasthof und zwei Kossäten. Um 1780 gab es in Klötzin ein Vorwerk, sechs Bauern, vier Kossäten, eine Windmühle, einen Schulmeister und insgesamt 21 Haushaltungen, und Besitzer des Dorfs war Carl Friedrich von Flemming.
Die Gemarkung der Gemeinde Klötzin hatte um 1930 eine Flächengröße von 5,9 km. Um 1925 standen in Klötzin 25 Wohnhäuser, in denen 205 Menschen lebten, die auf 41 Haushaltungen verteilt waren.
Vor 1945 war Klötzin ein Gutsdorf im Landkreis Cammin i. Pom. im Regierungsbezirk Stettin der preußischen Provinz Pommern. Das Dorf war dem Amtsbezirk Baumgarten (heute polnisch: Włodzisław) zugeordnet, in den auch die Gemeinden Böck (Buk), Holzhagen (Leszczno), Moratz (Moracz) und Zarnglaff (Czarnogłowy) integriert waren. Standesamtlich war Klötzin nach Baumgarten orientiert.
Im Jahre 1910 waren in der Gemeinde mit Gutsbezirk Klötzin 222 Einwohner registriert. Ihre Zahl betrug im Jahre 1933 noch 220 und sank bis 1939 auf 211.
Gegen Ende des Zweiten Weltkriegs wurde Klötzin Anfang März 1945 von der Roten Armee  besetzt.
Nach Kriegsenden wurde der Ort zusammen mit ganz Hinterpommern unter polnische  Verwaltung gestellt. Danach wanderten polnische Zivilisten zu, die sich der Gebäude bemächtigten.  Klötzin wurde von der Volksrepublik Polen in  Kłodzino umbenannt.
Der Ort gwehört heute zur Gmina Golczewo im Powiat Kamieński  der Woiwodschaft Westpommern (1975–1998 Woiwodschaft Stettin). Hier leben heute  etwa 160 Einwohner.

## Kirche
Vor 1945 war der größte Teil der Klötziner Bevölkerung evangelischer Konfession. Das Dorf war mit sieben weiteren Orten in das Kirchspiel Baumgarten (heute polnisch: Włodzisław) eingepfarrt, zu dem auch noch die Filialgemeinden Böck (Buk) und Moratz (Moracz) gehörten. Das Kirchspiel Baumgarten war dem Kirchenkreis Naugard (Nowogard) zugeordnet und lag im Ostsprengel der Kirchenprovinz Pommern der Kirche der Altpreußischen Union. Im Jahre 1940 zählte es insgesamt 2005 Gemeindeglieder. Letzter deutscher Geistlicher war Pfarrer Heinz Gerth.
Seit 1945 leben in Kłodzino überwiegend katholische Einwohner. Das Dorf gehört jetzt zur Parafia (Pfarrei) Moracz (Moratz) mit Sitz in Czarnogłowy (Zarnglaff) mit den beiden Filialgemeinden Czarnogłowy und Włodzisław (Baumgarten). Die Pfarrei ist Teil des Dekanats Golczewo (Gülzow) im Erzbistum Stettin-Cammin der Katholischen Kirche in Polen. Hier lebende evangelische Kirchenglieder sind dem Pfarramt der St. Trinitatiskirche in Stettin in der Diözese Breslau der Evangelisch-Augsburgischen Kirche in Polen zugeordnet. Der nächstgelegene Gottesdienstort ist die Johanniskirche in Trzebiatów (Treptow a.d. Rega).

## Verkehr
Der Ort ist über eine Nebenstraße an die Woiwodschaftsstraßen DW 106 und DW 108 angebunden, die  Golczewo (Gülzow)  mit Przybiernów (Pribbernow) an der Landesstraße DK 3 (auch: Europastraße 65) verbindet.
Bahnanschluss besteht für Kłodzino heute über die Bahnstation Rokita (Rackitt) an der Staatsbahnstrecke von Stettin-(Dąbie) (Altdamm bei Stettin) nach Świnoujście (Swinemünde). Zwischen 1901/03 und 1996 war das Dorf selber Bahnstation an der Strecke der Greifenberger Kleinbahn, seit 1945 Polnische Staatsbahn, die von Greifenberg (polnisch: Gryfice) bis an die Oder bei Stepenitz (Stepnica) führte. Die Bahnlinie ist stillgelegt worden.